# Midnight Movie
Midnight Movies sind ein Phänomen der Filmszene der USA in den 1970er Jahren. Damals avancierten spezielle Low-Budget-Filme und Independentproduktionen, welche vor allem in der Spätvorstellung der Kinos gezeigt wurden, zu Kultfilmen, die einen bemerkenswerten und einzigartigen Einfluss auf die Popkultur und die amerikanische Gesellschaft hatten. Die Vorstellungen begannen immer gegen Mitternacht und waren vor allem bei Jugendlichen und Studenten äußerst beliebt. Durch das Zusammenfinden von Kinobesuchern zu dieser speziellen Tages- bzw. Nachtzeit formte sich eine cineastische Szene, deren kulturelle und intellektuelle Aussagen als Gegenentwurf zum Leben der Elterngeneration und der sogenannten kulturellen Elite sowie dem Mainstream gelten sollten.
Die 1970er Jahre markierten einen Wendepunkt in der modernen amerikanischen und weltweiten Kultur. Der Vietnamkrieg und die damit verbundene geistige Spaltung der USA forderte eine neue Generation von Künstlern und Filmemachern dazu auf, in ihren Produktionen u. a. viel mehr politische Aussagen zu tätigen. Sie teilten ein und dasselbe Ziel: Sie wollten die traditionellen Aspekte des Filmemachens über Bord werfen und etwas erschaffen, was außerhalb der Norm lag. Gleichsam als Revolte gegen die Nachkriegsgeneration und das Establishment begann sich eine Subkultur zu bilden, die ihre eigenen Parameter in Sachen Film, Filminhalt, Ästhetik sowie in der Grenzziehung des Darstellbaren aufstellte.
Midnight Movies brachen mit vielen Tabus und stellten viele ungewöhnliche Dinge als normal dar: So wurde das Bizarre als das Bessere, das Groteske als das Gute und sexuelle Vielfältigkeit als modern inszeniert; der Kinobesucher wurde oft zum ersten Mal mit Kannibalismus, Inzest, Koprophagie und ähnlichen grenzwertigen bzw. skurrilen Gebräuchen konfrontiert. Aber auch abstruse Horror- und Science-Fiction-Filme der 40er, 50er und 60er Jahre gelangten nach Jahrzehnten der Vergessenheit wieder auf die Leinwand.
Die Filme wurden oft über mehrere Jahre in den Kinos von New York und Los Angeles vorgeführt. Dadurch bildeten sich wahre Fangemeinden, die während der Filmvorführungen in den Kinos teilweise die auf der Leinwand gezeigten Szenen in Kostüm und Maske nachspielten (bekanntestes Beispiel: The Rocky Horror Picture Show). Midnight Movies sind Filme aus den verschiedensten Genres. Die Palette reicht vom Horrorfilm, Science-Fiction-Film, Zeichentrick, Drama und Western über Musicals bis hin zu Doku-Dramen, beispielsweise Reefer Madness, welcher in den 30er Jahren zu Aufklärungszwecken dienen sollte.

## Wichtige Midnight Movies
- El Topo (1970) von Alejandro Jodorowsky
- The Rocky Horror Picture Show (1975) von Jim Sharman
- Eraserhead (1977) von David Lynch
- Liquid Sky (1982) von Slava Tsukerman
- Night of the Living Dead (1968) von George A. Romero
- The Harder They Come (1973) von Perry Henzell
- Pink Flamingos (1972) von John Waters
- Reefer Madness (1936) von Louis J. Gasnier

## Dokumentarfilme
- Midnight Movies (2005), Midnight Movies bei IMDb